# أويلة
الأُوَيْلة (تصغير آلة) أو الأداة (بالإنكليزية: Gadget، نقحرة: جادجيت) هو اسم يُطلق على كل الأجهزة أو الأدوات التي صُنعت أو أُنشِئت للقيام بغرض معين ويغلبُ أن تكون جديدة مبتكرة في مظهرها وطريقة عملها.
تسمى الأُويلة أحياناً بمسميات أخرى مثل (جيزمو gizmo) ولكن الجيزمو مختلفة الأُويلة، فالأُويلة على وجه الخصوص أدوات أو أجهزة صغيرة تعمل وفق المبادئ الإلكترونية (لوحة الدوائر الكهربائية).